# سنديان كناري
سنديان الكناري أو سنديان مِربكي أو سنديان جزائري (الاسم العلمي: Quercus canariensis)، نوع نبات من جنس السنديان وفصيلة الزانية. مواطنها الأصيلة في جنوب البرتغال واسبانيا وتونس (مدينة) والجزائر والمغرب. على الرغم من الاسم العلمي، فإنه لا ينبت بشكل طبيعي في جزر الكناري، على الرغم من أنه قد يكون ذلك في الماضي. تنمو من 20 إلى 30 م.